# De verschrikkelijke man uit Säffle (film)
De verschrikkelijke man uit Säffle is een Zweedse misdaadfilm uit 1976 onder regie van Bo Widerberg. De film is gebaseerd op de gelijknamige roman uit 1971 van de Zweedse auteurs Maj Sjöwall en Per Wahlöö.

## Verhaal
Als een sadistische politieagent wordt vermoord in het ziekenhuis, wordt commissaris Beck op de zaak gezet. Hij ontdekt dat de misdaad werd gepleegd door een ex-agent.

## Rolverdeling
| Acteur                | Personage          |
| --------------------- | ------------------ |
| Carl-Gustav Lindstedt | Martin Beck        |
| Sven Wollter          | Lennart Kollberg   |
| Thomas Hellberg       | Gunvald Larsson    |
| Håkan Serner          | Einar Rönn         |
| Carl-Axel Heiknert    | Palmon Harald Hult |
| Harald Hamrell        | Commissaris Nyman  |
| Birgitta Valberg      | Mevr. Nyman        |
| Ingvar Hirdwall       | Eriksson           |